# 14312 Polytech
14312 Polytech este un asteroid din centura principală de asteroizi.

## Descriere
14312 Polytech este un asteroid din centura principală de asteroizi. A fost descoperit pe 26 octombrie 1976 la Observatorul de Astrofizică din Crimeea de Tamara Smirnova. Asteroidul prezintă o orbită caracterizată de o semiaxă mare de 2,13 ua, o excentricitate de 0,14 și o înclinație de 1,9° în raport cu ecliptica.